# Майлз Касірі
Майлз Касірі (англ. Miles Kasiri; нар. 1 січня 1986) — колишній британський тенісист.
Найвищу одиночну позицію світового рейтингу — 504 місце досяг 7 квітня 2008, парну — 564 місце — 1 серпня 2005 року.

## Юніорські фінали турнірів Великого шолома

### Одиночний розряд: 1 (1 поразка)
| Результат | Рік  | Турнір               | Покриття | Суперник     | Рахунок       |
| --------- | ---- | -------------------- | -------- | ------------ | ------------- |
| Поразка   | 2004 | Вімблдонський турнір | Трава    | Гаель Монфіс | 5–7, 6–7(6–8) |

## Фінали ATP Челленджер і ITF Ф'ючерс

### Одиночний розряд: 2 (0–2)
| Легенда              |
| -------------------- |
| ATP Челленджер (0–0) |
| ITF Ф'ючерс (0–2)    |

| Фінали за покриттям |
| ------------------- |
| Тверде (0–2)        |
| Ґрунт (0–0)         |
| Трава (0–0)         |
| Килим (0–0)         |

| Результат | В-П | Дата     | Турнір           | Рівень  | Покриття | Суперник          | Рахунок  |
| --------- | --- | -------- | ---------------- | ------- | -------- | ----------------- | -------- |
| Поразка   | 0–1 | Тра 2007 | Греція F1, Кос   | Ф'ючерс | Тверде   | Сирим Абдухаліков | 4–6, 2–6 |
| Поразка   | 0–2 | Тра 2007 | Греція F2, Сірос | Ф'ючерс | Тверде   | Лі Чайлдс         | 0–2 ret. |

### Парний розряд: 2 (0–2)
| Легенда              |
| -------------------- |
| ATP Челленджер (0–0) |
| ITF Ф'ючерс (0–2)    |

| Фінали за покриттям |
| ------------------- |
| Тверде (0–2)        |
| Ґрунт (0–0)         |
| Трава (0–0)         |
| Килим (0–0)         |

| Результат | В-П | Дата     | Турнір                         | Рівень  | Покриття | Партнер       | Суперники                   | Рахунок  |
| --------- | --- | -------- | ------------------------------ | ------- | -------- | ------------- | --------------------------- | -------- |
| Поразка   | 0–1 | Сер 2004 | Велика Британія F3, Рексем     | Ф'ючерс | Тверде   | Джошуа Гудолл | Кен Скупскі Річард Блумфілд | 2–6, 4–6 |
| Поразка   | 0–2 | Жов 2004 | Велика Британія F7, Сандерленд | Ф'ючерс | Тверде   | Джошуа Гудолл | Денієл Кірнан Девід Шервуд  | 4–6, 4–6 |